# Delage Type D
Der Delage Type D war ein frühes Personenkraftwagenmodell der französischen Marke Delage. Der Hersteller bezeichnete es als Voiturette.

## Beschreibung
Die nationale Zulassungsbehörde prüfte das Fahrzeug mit der Nummer 50 und erteilte am 7. Juni 1906 die Genehmigung. Delage bot das Modell von 1906 bis 1910 an.
Ein Einzylindermotor von De Dion-Bouton trieb die Fahrzeuge an. Er hatte 90 mm Bohrung und 110 mm Hub. Das ergab 700 cm³ Hubraum. Der Motor leistete 6 PS. Das entsprach mehr den Wünschen der Kundschaft als bei den bisherigen Modellen.
Das Fahrgestell hatte 1165 mm Spurweite und 2050 mm Radstand. Damit war es länger als beim Delage Type A und Type B. Das Fahrgestell wog 445 kg. Die offene Karosserie als Phaeton bot Platz für zwei Personen.
Die Höchstgeschwindigkeit war mit 48 km/h angegeben.

## Stückzahlen und überlebende Fahrzeuge
Peter Jacobs vom Delage Register of Great Britain erstellte im Oktober 2006 eine Übersicht über Produktionszahlen und die Anzahl von Fahrzeugen, die noch existieren. Seine Angaben zu den Bauzeiten weichen in einigen Fällen von den Angaben der Buchautoren ab. Stückzahlen zu den Modellen vor dem Ersten Weltkrieg sind unbekannt. Für dieses Modell bestätigt er die Bauzeit von 1906 bis 1910. Es existieren noch vier Fahrzeuge.